# NGC 185
NGC 185 es una galaxia enana elíptica a unos 2,05 millones de años luz de la Tierra en la constelación de Casiopea. Es una galaxia satélite de la galaxia de Andrómeda y por tanto forma parte del Grupo Local. Su magnitud visual es 10,1 y fue descubierta por William Herschel en 1787.
Observaciones realizadas en el Observatorio del Roque de los Muchachos indican que en NGC 185 ha habido una formación estelar reciente, lo que modifica profundamente la concepción que se tiene de las galaxias enanas elípticas como objetos poblados solo por estrellas viejas. Los cúmulos encontrados tienen sólo unos cientos de millones de años en comparación con los 10.000-15.000 millones de años de la galaxia y sus estrellas más viejas. 
NGC 185 tiene un núcleo galáctico activo (AGN) y está clasificada como una galaxia Seyfert de tipo 2.